# Gara Nyugati-Budapesta

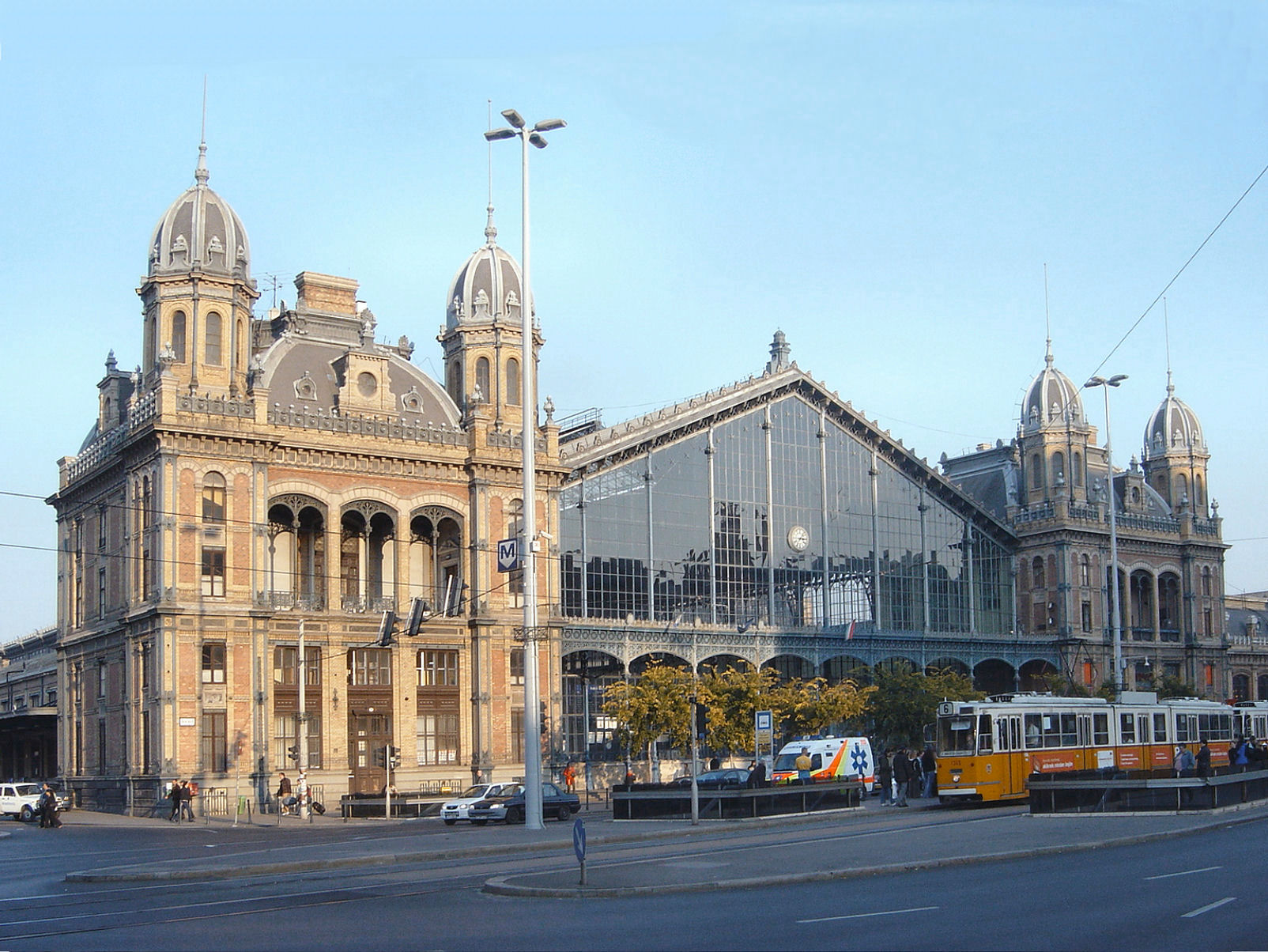
Gara Nyugati-Budapesta, proiectată de August de Serres (Compania Eiffel)

Gara Nyugati-Budapesta (în maghiară Nyugati pályaudvar) este una dintre principalele trei gări feroviare din Budapesta, Ungaria. Cunoscută de localnici și străini deopotrivă, pur și simplu, ca Nyugati se află la intersecția dintre Marele Bulevard și șoseaua Váci.

## Istorie

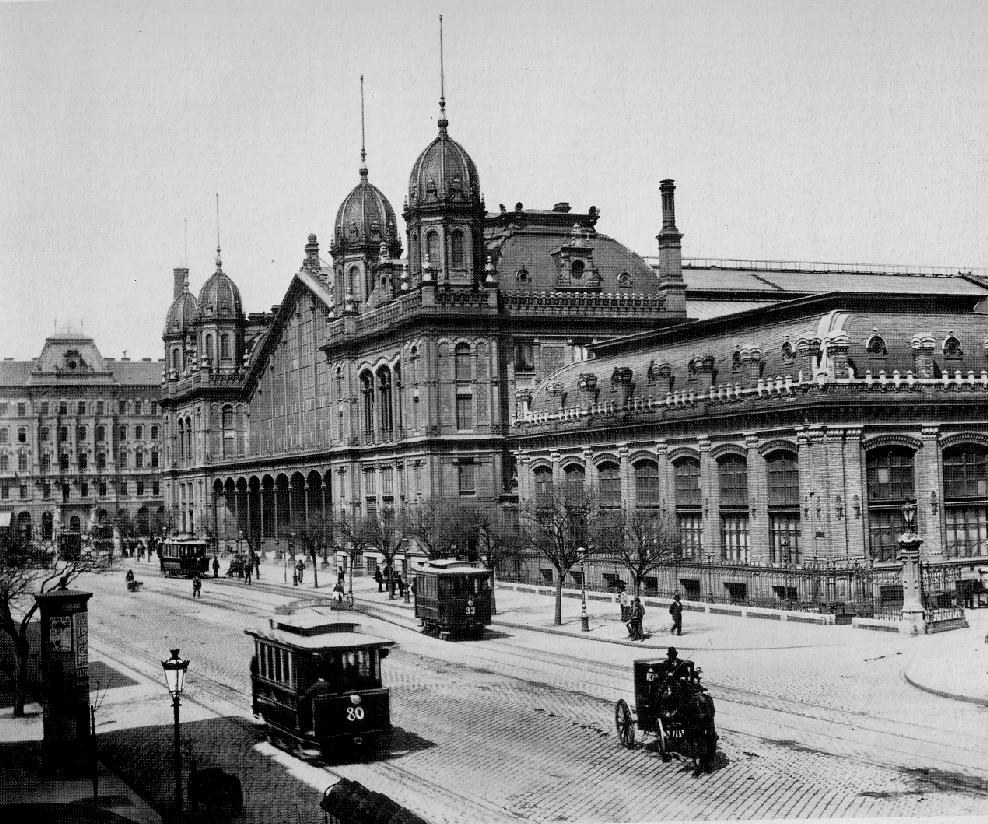
Gara Nyugati-Budapesta în secolul al XIX-lea

Gara a fost proiectată de către August de Serres și construită de Compania Eiffel. Aceasta a fost deschisă pe 28 octombrie 1877. Anterior, o altă gară de se afla aici, stația terminus a primei linii de cale ferată din Ungaria, linia Pest–Vác (construită în 1846). Acea gară a fost demolată, în scopul de a construi Marele Bulevard (Nagykörút), strada circulară mai mică ca mărime decât centura Hungária körút și decât recenta deschisă șosea de centură M0 (în 2008).
De la denumirea gării a provenit și denumirea pieței adiacente (Piața Nyugati - Nyugati tér), un nod rutier important dintre bulevardul Terezia (Teréz körút), bulevardul Ștefan I (Szent István körút), șoseaua Váci (Váci út), și șoseaua Bajcsy-Zsilinszky út (Bajcsy-Zsilinszky út). Pe aici trec de asemenea mai multe linii de transport în comun, mai multe rute de autobuz, liniile de tramvai 4 și 6, și o stație de pe linia M3 a metroului din Budapesta.

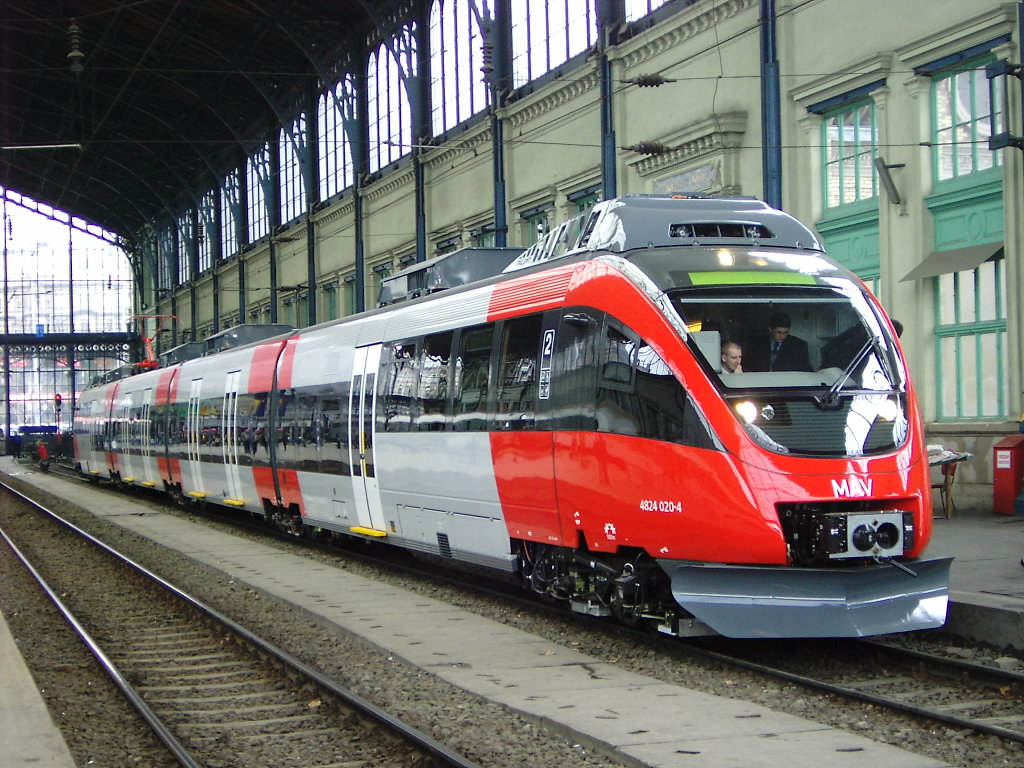
Budapesta, gara Nyugati

Din 2007 compania feroviară de stat MÁV a început să opereze servicii regulate între gară și terminalul 1 a Aeroportului Internațional Ferenc Liszt din Budapesta, deși Terminalul 1 a fost închis din 2012 iar toate zborurile de plecare și de sosire au fost consolidate în terminalele 2A și 2B, aflate la 4 km de aeroport, accesibile cu autobuzul 200E.
Pe lângă terminal se află centrul comercial WestEnd City Center.

## Rute feroviare
Pe aici trec următoarele rute:
- Rutele Intercity Budapesta - Szolnok - Debrecen - Záhony - Lvov - Kiev

| Stația precedentă |  | MÁV START |  | Stația următoare |
| ----------------- |  | --------- |  | ---------------- |
| Terminus          |  | InterCity |  | Zuglóspre Kiev   |

## Distanța de la alte gări feroviare

### Ungaria
- Esztergom: 53 km
- Vác: 34 km
- Szob  HU-SK: 64 km
- Cegléd: 73 km
- Szolnok: 100 km
- Debrecen: 221 km
- Nyíregyháza: 270 km
- Záhony  HU-UA: 336 km
- Kecskemét: 106 km
- Szeged: 191 km